# Skjerstad
Skjerstad est une localité du comté de Nordland, en Norvège.

## Géographie
Administrativement, Skjerstad fait partie de la kommune de Bodø.